# Horst Pietsch
Horst Werner Pietsch (* 7. Juni 1934 in Gnoien; † 23. Juli 2019) war ein deutscher Politiker (SED). Er war von 1971 bis 1977 Oberbürgermeister der Stadt Schwerin.

## Leben
Pietsch, Sohn eines Angestellten, besuchte die Volksschule und absolvierte eine kaufmännische Lehre. Anschließend war er als kaufmännischer Angestellter tätig. Von 1949 bis 1951 arbeitete er als Sachbearbeiter bei der Stadt Schwerin. 1951 studierte er an der Finanzschule in Königs Wusterhausen. Später absolvierte er ein Fernstudium an der Universität Rostock, das er 1966 als Diplom-Ökonom abschloss.
Pietsch trat 1953 der Sozialistischen Einheitspartei Deutschlands (SED) bei. Von 1951 bis 1960 war er Abteilungsleiter bei den Räten der Kreise Ludwigslust und Gadebusch. Von 1962 bis 1968 war er Mitglied und Stellvertreter des Vorsitzenden des Rats des Kreises sowie Vorsitzender der Kreisplankommission Gadebusch. Von 1968 bis 1971 war er wissenschaftlicher Mitarbeiter beim Vorsitzenden des Rates des Bezirkes Schwerin. Von April 1971 bis September 1977 war er Oberbürgermeister von Schwerin. Pietsch wurde auf einer außerordentlichen Sitzung der Schweriner Stadtverordnetenversammlung zum Nachfolger des abberufenen Franz Schönbeck gewählt. Gleichzeitig wurde er Mitglied des Sekretariats der SED-Kreisleitung Schwerin-Stadt. Von August 1977 bis 1989 fungierte er als Erster Sekretär der SED-Kreisleitung Schwerin-Stadt (Nachfolger des bereits im April 1977 wegen „unparteimäßigen Verhaltens“ abgelösten Horst Weigt).
Ab Februar 1974 war er Kandidat und von April 1976 bis 1989 Mitglied der SED-Bezirksleitung Schwerin. Pietsch war ab 1977 Mitglied des Sekretariats der SED-Bezirksleitung Schwerin und später auch Abgeordneter des Bezirkstages Schwerin.
Pietsch war verheiratet und Vater von zwei Kindern.

## Auszeichnungen
- Vaterländischer Verdienstorden in Bronze (1974)
- Verdienstmedaille der Nationalen Volksarmee in Gold (1981)